# پاسکال بورل
پاسکال بورل (انگلیسی: Pascal Borel؛ زادهٔ ۲۶ سپتامبر ۱۹۷۸) بازیکن فوتبال اهل آلمان است.
از باشگاه‌هایی که در آن بازی کرده‌است می‌توان به باشگاه فوتبال بوداپست هونود، باشگاه فوتبال لایپزیگ، باشگاه فوتبال روت وایس اهلن، و باشگاه ورزشی وردر برمن اشاره کرد.
وی همچنین در تیم‌های ملی فوتبال زیر ۲۱ سال آلمان و Germany national football B team بازی کرده‌است.